# Friedrich I. (Rietberg)
Graf Friedrich I. von Rietberg († 5. Juli 1282) war Graf von Rietberg und der Sohn von Graf Konrad I. von Rietberg und seiner Frau Oda zur Lippe.
Friedrich heiratete 1247/51 Beatrix von Horstmar und Ahaus (Tochter von Otto von Horstmar, *1200, † nach 1246, und Adelheid von Ahaus, *1205, † nach 1250) und hatte mit ihr sieben Kinder. Nach dem Tod der Mutter 1262 gab der Vater die Grafschaft 1264 in die Hände Friedrichs. Im Jahr 1267 nahm er auf Seiten von Erzbischof Engelbert II. von Falkenburg an der Schlacht bei Zülpich teil. Er wurde von münsteraner Bischof Gerhard von der Mark gefangen und erst nach anderthalb Jahren freigelassen. Er starb am 5. Juli 1282 und wurde im Kloster Marienfeld beigesetzt. Dafür erhielt das Kloster auch sein Leibross sowie die Rüstung.
Auf dem Grabstein der Gräfin stand:
VIII. Kal. Octobr. (obiit) Beatrix de Horstmar,
Comitissa de Retberg
Requiescat in pace. Amen
V. A. Z. F. I. XPO ++
(Vale anima, vivas felix in Christo)
In deutscher Übersetzung:
Am 24. September (starb) Beatrix von Horstmar, Gräfin von Rietberg.
Sie ruhe in Frieden, Amen.
Lebe wohl, Du Seele, lebe selig in Christus.
Auf dem Grabstein von Friedrich stand unterhalb einer Freiherrenkrone geschrieben:
Sub nonas terno Julii de corpore vergo;
Hic Fridericus ego comes in Retbergia dego.
Cum grege iustorum spero prece regna polorum.
In deutscher Übersetzung:
Am 5. Juli sank ich ins Grab,
hier weile ich jetzt, Graf Friedrich von Rietberg.
Mit der Schar der Gerechten hoffe ich im Gebet auf das Himmelreich.

## Nachkommen
- Konrad II. († 24. April 1313), Graf von Rietberg (1282–1313)
- Otto († 16. Oktober 1308 in Poitiers), Fürstbischof von Münster (1301–1306)
- Simon († nach 1336), Domherr in Osnabrück, Münster und Paderborn
- Friedrich II. († 25. Dezember 1322), verheiratet mit Poncelina von Dortmund
- Bernhard, erwähnt zwischen 1277 und 1282
- Beatrix († 1312/25), ab etwa 1270 verheiratet mit Graf Otto von Tecklenburg
- Adelheid († 1330/35), Äbtissin von St. Ägidii zu Münster